# Ognjen Kržić
Ognjen Kržić, hrvatski vaterpolist, osvajač srebrne medalje na Olimpijskim igrama u Atlanti 1996. godine. Visok je 192 centimetra i težak 92 kilograma.
Sportski je direktor Vaterpolskog kluba Jug i Jugov proslavljeni vaterpolist. Njegova supruga Maja (djevojački Kučić) bila je miss Jugoslavije 1986. godine. Njegov sin Filip hrvatski je vaterpolski reprezentativac. S hrvatskom reprezentacijom osvojio je naslov prvaka Europe na Europskom prvenstvu u Splitu 2022. godine.